# Kambojan (langue)
Le kambojan est une langue indo-iranienne peu attestée, parlée par les Kambojas, une tribu qui vivait dans l'Afghanistan, le Tadjikistan et l'Ouzbékistan actuels. Seuls deux mots sont connus et, à l’heure actuelle, le kambojan est une langue iranienne non classée.
Dans son livre Nirukta, Yaska écrit que le mot « Shavati », un verbe de mouvement, est exclusivement utilisé par les Kambojas. Le même mot est repris à nouveau par le grammairien Patanjali dans son texte Mahabhasya. Patanjali note également que le mot « zav » était également utilisé par les Kambojas. Gerard Fussman suggère que la langue inconnue que l'on trouve dans les inscriptions de Dasht-e-Nawar était peut-être parlée par les Kambojas, peut-être une forme antique de l'ormuri. Le linguiste français Émile Benveniste pensait que les inscriptions d'Ashoka de Kandahar contenaient deux langues non indo-aryennes. Il pensait que la langue araméo-iranienne avait peut-être été utilisée par les Kambojas. Les iranologues Mary Boyce et Frantz Grenet soutiennent également cette idée en affirmant que « le fait que des versions araméennes aient été réalisées indique que les Kambojas jouissaient d'une certaine autonomie et qu'ils préservaient non seulement leur identité iranienne, mais étaient gouvernés dans une certaine mesure par des membres de leur propre communauté, à qui incombait la responsabilité de leur transmettre les paroles du roi et de les faire graver sur la pierre. » ,
D'après l'iranologue allemand Rüdiger Schmitt, faisant la synthèse des travaux déjà parus sur le sujet, et se basant notamment sur une analyse du mot "shavati", il est à peu près certain que le kambojan était une langue iranienne proche de l'avestique,.